# Karl Alexander (Württemberg)

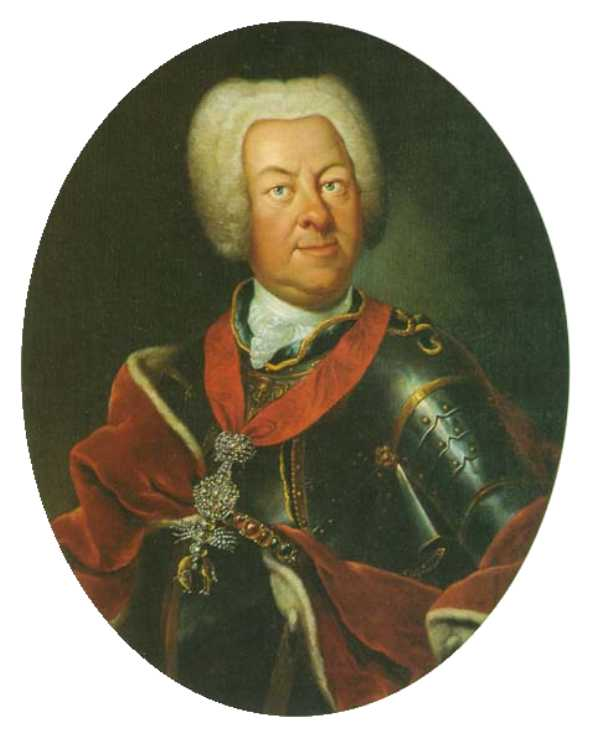
Karl Alexander von Württemberg

Karl Alexander (von Württemberg-Winnental) (auch Carl Alexander; * 24. Januarjul. / 3. Februar 1684greg. in Stuttgart; † 12. März 1737 in Ludwigsburg) war von 1733 bis 1737 der elfte regierende Herzog von Württemberg. Vor seinem Regierungsantritt in Württemberg war er kaiserlicher General sowie Reichsgeneralfeldmarschall.

## Werdegang vor dem Antritt der Herrschaft
Herzog Karl Alexander war der älteste Sohn von Friedrich Carl von Württemberg-Winnental (Haus Württemberg) und Eleonore Juliane von Brandenburg-Ansbach. Friedrich Carl war von 1677 bis 1693 Vormund des Herzogs Eberhard Ludwig von Württemberg und damit auch Regent in Württemberg.
Als Eberhard Ludwig 1733 starb, war dessen einziger Sohn Friedrich Ludwig bereits 1731 gestorben. So ging der württembergische Thron nach Eberhard Ludwigs Tod auf seinen Cousin Karl Alexander über, der als erfolgreicher Heerführer in kaiserlichen Diensten 1712 zur katholischen Konfession übergetreten war. Militärische Erfolge errang er an der Seite Prinz Eugens im Spanischen Erbfolgekrieg sowie in den Feldzügen gegen die Türken 1717/1718. Ab 1719 war er kaiserlicher Generalgubernator von Belgrad und dem besetzten serbischen Gebiet.

## Herrschaft und Tod
Nach dem Antritt der Herrschaft in Württemberg richtete Herzog Karl Alexander die von Eberhard Ludwig nach Ludwigsburg verlegte Residenz wieder in Stuttgart ein. Als Herzog beteiligte er sich weiter an kaiserlichen Militärmaßnahmen wie dem Polnischen Thronfolgekrieg, in dessen Verlauf er im Januar 1734 zum Generalfeldmarschall des Schwäbischen Reichskreises und im Mai zum kaiserlichen Generalfeldmarschall ernannt wurde. Karl Alexander war der erste katholische württembergische Herzog seit der Reformation.

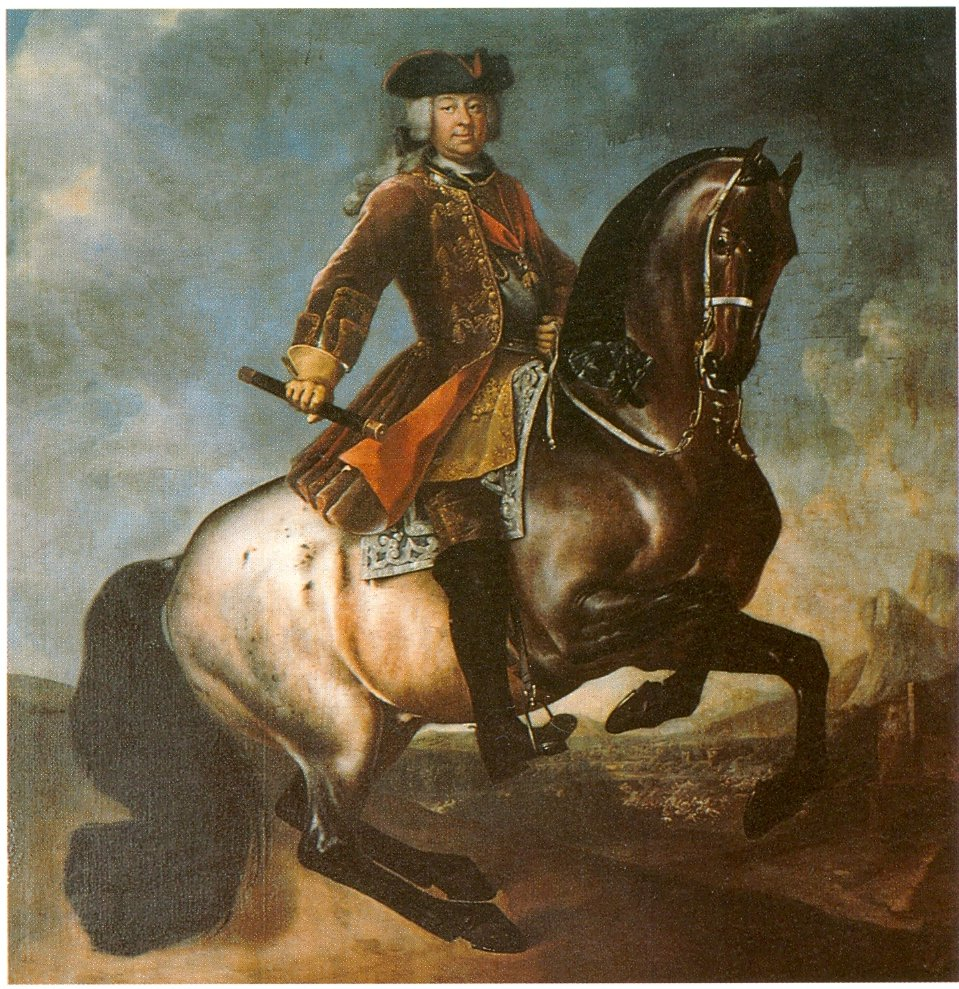
Herzog Karl Alexander zu Pferd
(Gemälde von August Querfurt, zwischen 1733 und 1737)

 Kriege und aufwändige Hofhaltung führten zu einem hohen Finanzbedarf des Herzogtums Württemberg, woraufhin Karl Alexander Joseph Süß Oppenheimer, einen jüdischen Finanzmakler und Bankier, zu seinem Geheimen Finanzrat berief. Die evangelischen Landstände fühlten sich durch die vom katholischen Herzog mithilfe Oppenheimers durchgesetzten finanz- und fiskaltechnischen Maßnahmen in ihrer finanziellen Selbstverwaltung beeinträchtigt. Aus diesen Spannungen entwickelte sich ein Konflikt zwischen dem katholischen Herzog in Stuttgart und der protestantischen Bevölkerung, vertreten durch die württembergischen Landstände, die Vorgänger des Landtages.
Karl Alexander starb unerwartet am 12. März 1737 an einem Lungenödem. Sein Tod führte zu einer Intrige der Landstände gegen Oppenheimer, der schließlich Opfer eines antijüdischen Justizmordes wurde.
Nachfolger Karl Alexanders wurde sein Sohn Carl Eugen. Bis dieser im Jahr 1744 vorzeitig für volljährig erklärt wurde, führte Herzog Carl Rudolf von Neuenstadt als nächster Agnat Karl Alexanders die Regierungsgeschäfte.

## Nachkommen
Karl Alexander war seit 1727 mit Maria Augusta von Thurn und Taxis (1706–1756), einer Tochter des Fürsten Anselm Franz von Thurn und Taxis und der Maria Ludowika Anna Franziska geb. von Lobkowitz, verheiratet. Sie hatten folgende Kinder:
- Carl Eugen (1728–1793)
- Eugen Ludwig (*/† 1729)
- Ludwig Eugen (1731–1795)
- Friedrich Eugen (1732–1797)
- Alexander (1733–1734)
- Auguste Elisabeth (1734–1787) ⚭ Karl Anselm von Thurn und Taxis

Alle drei überlebenden Söhne folgten Karl Alexander nacheinander auf den Thron.

### Wissenschaftlich
- Joachim Brüser: Herzog Karl Alexander von Württemberg und die Landschaft (1733 bis 1737). Katholische Konfession, Kaisertreue und Absolutismus. Kohlhammer, Stuttgart 2010, ISBN 978-3-17-021272-5.
- Gabriele Haug-Moritz: Carl Alexander. In: Sönke Lorenz, Dieter Mertens, Volker Press (Hrsg.): Das Haus Württemberg. Ein biographisches Lexikon. Kohlhammer, Stuttgart 1997, ISBN 3-17-013605-4, S. 254–256.
- Gerhard Raff: Hie gut Wirtemberg allewege. Band 4: Das Haus Württemberg von Herzog Eberhard Ludwig bis Herzog Carl Alexander. Mit den Linien Stuttgart und Winnental. Landhege, Schwaigern 2015, ISBN 978-3-943066-39-5, S. 381–480.
- Paul Sauer: Ein kaiserlicher General auf dem württembergischen Herzogsthron. Herzog Carl Alexander von Württemberg 1684–1737. Markstein, Filderstadt 2006, ISBN 3-935129-25-4.
- Paul Friedrich von Stälin: Karl Alexander. In: Allgemeine Deutsche Biographie (ADB). Band 15, Duncker & Humblot, Leipzig 1882, S. 366–372.
- Bernd Wunder: Karl Alexander. In: Neue Deutsche Biographie (NDB). Band 11, Duncker & Humblot, Berlin 1977, ISBN 3-428-00192-3, S. 266 f. (Digitalisat).
- Constantin von Wurzbach: Württemberg, Karl Alexander Herzog. In: Biographisches Lexikon des Kaiserthums Oesterreich. 58. Theil. Kaiserlich-königliche Hof- und Staatsdruckerei, Wien 1889, S. 241–243 (Digitalisat).

### Belletristisch
In Lion Feuchtwangers Roman Jud Süß tritt auch Karl Alexander auf.